# Jean de Poltrot de Méré
Jean de Poltrot de Méré (Angoumois (departament de Charanta), pels anys 1525 - Morí executat a París, 18 de març, 1563), fou un cavaller francès.

## Biografia
Gentilhome d'escassa o cap fortuna, va ser patge del baró d'Aubeterre, al costat del qual va guerrejar a espanya i després a Picardía, on se li va emprar amb freqüència com espia. Havent abraçat el protestantisme, va ser incorporat al servei de Jean V de Parthenay, senyor de Soubise, que governava a Lió per compte dels hugonots. Exaltat per les predicacions d'aquests i testimoni de l'odi que sentien els ministres protestants contra el cabdill catòlic, Francesc de Guisa, va formar Poltrot de Méré el projecte d'assassinar aquest. Es dirigí, en efecte, Poltrot de Méré a Orleans, ciutat assetjada llavors pel duc de Guisa, i vaig procurar enganyar a tots els que l'envoltaven, fingint que desitjava abjurar el protestantisme. Al mateix temps va aconseguir ser presentat al duc de Guisa, oferint-li els seus serveis, que podien ser-li molt útils, deia, gràcies al coneixement que tenia de la ciutat assetjada.
El de Guisa va acceptar aquestes ofertes i li va donar alguns diners. D'aquesta manera Poltrot de Méré va aconseguir guanyar la confiança del seu enemic per poder realitzar millor el seu projecte. I en la nit del 18 de febrer de 1568 (en la qual intentava el duc atacar a Orleans) li va disparar un tret aprofitant l'ocasió en què la seva víctima tornava a la seva habitació acompanyat de Rostaing. Ferint mortalment el duc per l'esquena, que va morir al cap de dos dies. En ser pres Poltrot de Méré, després d'haver caminat errant tota aquella nit, va intentar culpar del seu crim a diversos personatges, fins i tot a la Rochefoucauld, al senyor de Soubise i al propi Coligny, però es va comprovar la falsedat de totes les seves afirmacions.
Poltrot de Méré va ser condemnat pel Parlament a ser esbocinat amb tenalles ardents i esquarterat, sentència que va ser executada a la plaça de la Grève, de París, al mes just d'haver realitzat Poltrot de Méré el seu crim. En ser lligat a quatre cavalls perquè es complís l'última part de la sentència, va sol·licitar una suspensió del suplici, i va manifestar que les acusacions que havia fet contra aquelles persones eren infundades, i que en fer-les va soltar per objecte prolongar la seva vida.
Després d'esquarterat, les restes de Poltrot de Méré van ser llençades a una foguera. A causa de la seva petita estatura, de la pell bronzejada i del seu coneixement de la llengua castellana, Poltrot de Mère va ser denominat amb el sobre nom de L'Espagnolet.
Un poetastre francès del segle XVI va voler portar a l'escena aquest aventurer, desfigurant els fets de la seva vida i presentant-lo com un redemptor del poble francès, al qual suposava oprimit pels catòlics. El títol del drama era: Le fléau de la tyrannie, ou le martyre de Jean Poltrot, i la crítica no la considerat mai, només que una curiositat històrica.